# Campeonato de Australasia 1922
Lista de los campeones del Abierto de Australia de 1922:

## Individual masculino
James Anderson (AUS) d. Gerald Patterson (AUS),  6–0, 3–6, 3–6, 6–3, 6–2

## Individual femenino
Margaret Molesworth (AUS) d. Esna Boyd (AUS), 6–3, 6–3, 10–8

## Dobles masculino
James Anderson/Gerald Patterson (AUS)

## Dobles femenino
Esna Boyd (AUS)/Marjorie Mountain (AUS)

## Dobles mixto
Esna Boyd Robertson (AUS)/Jack Hawkes (AUS)
| Predecesor: 1921                                       | Abierto de Australia 1922 | Sucesor: 1923                         |
| Predecesor: Campeonato nacional de Estados Unidos 1921 | Grand Slam 1922           | Sucesor: Campeonato de Wimbledon 1922 |

- Datos: Q2714883